# Josh Turner
Pour les articles homonymes, voir Turner.
Joshua Otis « Josh » Turner (né le 20 novembre 1977) est un chanteur de musique country américain.
Signé chez MCA Nashville Records en 2003, Josh réalise son premier album Long Black Train qui sera certifié disque de platine. En 2005, l'artiste classera ces deux premiers singles à la première place du Billboard country charts avec Your Man et Would You Go With Me, extrait de l'album Your Man qui sera quant à lui certifié double disque de platine aux États-Unis. Cet album contient également le single Me and God, un duo réalisé avec le musicien bluegrass Ralph Stanley.
Le troisième album de Turner, intitulé Everything Is Fine fut réalisé en octobre 2007. Parmi ces singles, Firecracker, Another Try, (un duo avec la chanteuse Trisha Yearwood) et Everything Is Fine.

## Discographie

### Albums studio
| Année                                         | Album détails                                | Positions  | Positions | Positions | Positions   | Certifications           |
| Année                                         | Album détails                                | US Country | US        | US Heat   | CAN Country | Certifications           |
| --------------------------------------------- | -------------------------------------------- | ---------- | --------- | --------- | ----------- | ------------------------ |
| 2003                                          | Long Black Train - Label: MCA Nashville      | 3          | 39        | 1         | *           | - US: Platine            |
| 2006                                          | Your Man - Label: MCA Nashville              | 1          | 2         | —         | *           | - US: 2 × Multi-Platinum |
| 2007                                          | Everything Is Fine - Label: MCA Nashville    | 3          | 5         | —         | 13          | - US: Or                 |
| 2010                                          | Haywire - Label: MCA Nashville               | 2          | 5         | —         | 10          | - US: Or                 |
| 2012                                          | Punching Bag - Label: MCA Nashville          | 1          | 4         | —         | —           |                          |
| 2017                                          | Deep South - Label: MCA Nashville            | 1          | 18        | —         | —           |                          |
| 2018                                          | I Serve A Savior - Label: MCA Nashville      | 2          | 41        | —         | —           |                          |
| 2020                                          | Country State of Mind - Label: MCA Nashville | 14         | 131       | —         | —           |                          |
| 2021                                          | King Size Manger - Label: MCA Nashville      | —          | —         | —         | —           |                          |
| "—" signifie que l'album ne s'est pas classé. |                                              |            |           |           |             |                          |

### Singles
| Année | Single                               | Positions  | Positions | Positions | Positions   | Positions | RIAA | Album              |
| Année | Single                               | US Country | US        | US Pop    | CAN Country | CAN       | RIAA | Album              |
| ----- | ------------------------------------ | ---------- | --------- | --------- | ----------- | --------- | ---- | ------------------ |
| 2002  | "She'll Go on You"                   | 46         | —         | —         | *           | —         | —    | Long Black Train   |
| 2003  | "Long Black Train"                   | 13         | 72        | —         | *           | —         | Or   | Long Black Train   |
| 2004  | "What It Ain't"                      | 31         | —         | —         | *           | —         | —    | Long Black Train   |
| 2005  | "Your Man"                           | 1          | 38        | 75        | 2           | —         | Or   | Your Man           |
| 2006  | "Would You Go with Me"               | 1          | 43        | 60        | 5           | —         | Or   | Your Man           |
| 2006  | "Me and God"                         | 16         | 98        | —         | 38          | —         | —    | Your Man           |
| 2007  | "Firecracker"                        | 2          | 50        | 90        | 8           | 78        | —    | Everything Is Fine |
| 2008  | "Another Try" (avec Trisha Yearwood) | 15         | 96        | —         | 45          | —         | —    | Everything Is Fine |
| 2008  | "Everything Is Fine"                 | 20         | 122       | —         | —           | —         | —    | Everything Is Fine |
| 2009  | "Why Don't We Just Dance"            | 1          | 35        | —         | 4           | 73        | —    | Haywire            |
| 2010  | "All Over Me"                        | 16         | 91        |           | 41          |           |      | Haywire            |